# 卡奇馬里 (若夫克瓦區)
50°7′5″N 23°50′12″E / 50.11806°N 23.83667°E
卡奇馬里（烏克蘭語：Качмарі），是烏克蘭西部的村莊，隸屬利維夫州的利維夫區。該村始建於1648年，面積10.5平方公里，2001年人口127，人口密度每平方公里120.95人。